# Austrolimnius metasternalis
Austrolimnius metasternalis là một loài bọ cánh cứng trong họ Elmidae. Loài này được Carter & Zeck miêu tả khoa học vào năm 1938.